# 第一民兵
第一民兵（俄语：Первое народное ополчение），是俄罗斯混乱时期的一支军队，它由梁赞军队、顿河哥萨克以及前叔伊斯基王朝和图希诺阵营部队构成。于1611年1月组建，目的是为了响应赫尔莫根牧首的号召，从波兰人和七波雅尔政府手中解放国家。